# Rangers Football Club 2025-2026
Questa voce raccoglie le informazioni riguardanti il Rangers Football Club nelle competizioni ufficiali della stagione 2025-2026.

## Maglie e sponsor
Il fornitore tecnico per la stagione 2025-2026 è Umbro, mentre lo sponsor ufficiale è Unibet.
| Casa | Trasferta | Terza divisa |

## Rosa
| N. |                           | Ruolo | Calciatore                 |
| -- | ------------------------- | ----- | -------------------------- |
| 1  | Inghilterra (bandiera)    | P     | Jack Butland               |
| 2  | Inghilterra (bandiera)    | D     | James Tavernier (capitano) |
| 3  | Inghilterra (bandiera)    | D     | Max Aarons                 |
| 5  | Scozia (bandiera)         | D     | John Souttar               |
| 6  | Inghilterra (bandiera)    | C     | Joe Rothwell               |
| 7  | Colombia (bandiera)       | C     | Óscar Cortés               |
| 8  | Scozia (bandiera)         | C     | Connor Barron              |
| 9  | Nigeria (bandiera)        | A     | Cyriel Dessers             |
| 10 | Costa d'Avorio (bandiera) | C     | Mohammed Diomande          |
| 11 | Norvegia (bandiera)       | C     | Thelo Aasgaard             |
| 14 | Albania (bandiera)        | C     | Nedim Bajrami              |
| 15 | Ecuador (bandiera)        | C     | José Cifuentes             |
| 16 | Scozia (bandiera)         | C     | Lyall Cameron              |
| 17 | Galles (bandiera)         | A     | Rabbi Matondo              |
| 18 | Finlandia (bandiera)      | A     | Oliver Antman              |
| 19 | Francia (bandiera)        | D     | Clinton Nsiala             |
| 20 | Inghilterra (bandiera)    | C     | Kieran Dowell              |
| 21 | Inghilterra (bandiera)    | D     | Dujon Sterling             |

| N. |                         | Ruolo | Calciatore         |
| -- | ----------------------- | ----- | ------------------ |
| 23 | Francia (bandiera)      | A     | Djeidi Gassama     |
| 24 | Burkina Faso (bandiera) | D     | Nasser Djiga       |
| 26 | Inghilterra (bandiera)  | D     | Ben Davies         |
| 29 | Marocco (bandiera)      | A     | Hamza Igamane      |
| 30 | Inghilterra (bandiera)  | D     | Jayden Meghoma     |
| 31 | Scozia (bandiera)       | P     | Liam Kelly         |
| 32 | Scozia (bandiera)       | P     | Kieran Wright      |
| 33 | Turchia (bandiera)      | D     | Rıdvan Yılmaz      |
| 37 | Inghilterra (bandiera)  | D     | Emmanuel Fernandez |
| 38 | Scozia (bandiera)       | D     | Leon King          |
| 43 | Belgio (bandiera)       | C     | Nicolas Raskin     |
| 47 | Inghilterra (bandiera)  | A     | Mikey Moore        |
| 49 | Scozia (bandiera)       | C     | Bailey Rice        |
| 52 | Scozia (bandiera)       | C     | Findlay Curtis     |
| 99 | Brasile (bandiera)      | A     | Danilo             |

## Calciomercato

### Sessione estiva
| Acquisti | Acquisti           | Acquisti         | Acquisti                |
| R.       | Nome               | da               | Modalità                |
| -------- | ------------------ | ---------------- | ----------------------- |
| P        | Kieran Wright      | Airdrieonians    | fine prestito           |
| C        | José Cifuentes     | Arīs Salonicco   | fine prestito           |
| D        | Ben Davies         | Birmingham City  | fine prestito           |
| D        | Robbie Fraser      | Livingston       | fine prestito           |
| C        | Kieran Dowell      | Birmingham City  | fine prestito           |
| A        | Rabbi Matondo      | Hannover 96      | fine prestito           |
| D        | Leon King          | Queen's Park     | fine prestito           |
| C        | Lyall Cameron      | Dundee           | definitivo (gratuito)   |
| C        | Óscar Cortés       | Lens             | definitivo (4.5 mln £)  |
| D        | Max Aarons         | Bournemouth      | prestito                |
| C        | Joe Rothwell       | Bournemouth      | definitivo (400 mila £) |
| D        | Emmanuel Fernandez | Peterborough Utd | definitivo (2.5 mln £)  |
| C        | Thelo Aasgaard     | Luton Town       | definitivo (4 mln £)    |
| D        | Nasser Djiga       | Wolverhampton    | prestito                |
| A        | Djeidi Gassama     | Sheffield Weds   | definitivo (2.2 mln £)  |
| A        | Mikey Moore        | Tottenham        | prestito                |
| A        | Oliver Antman      | Go Ahead Eagles  | definitivo (3 mln £)    |
| D        | Jayden Meghoma     | Brentford        | prestito                |

| Cessioni | Cessioni            | Cessioni      | Cessioni      |
| R.       | Nome                | a             | Modalità      |
| -------- | ------------------- | ------------- | ------------- |
| D        | Leon Balogun        |               | svincolato    |
| C        | Ianis Hagi          |               | svincolato    |
| A        | Tom Lawrence        |               | svincolato    |
| A        | Václav Černý        | Wolfsburg     | fine prestito |
| D        | Neraysho Kasanwirjo | Feyenoord     | fine prestito |
| D        | Rafael Fernandes    | Lilla         | fine prestito |
| D        | Robin Pröpper       | Twente        | definitivo    |
| C        | Ross McCausland     | Arīs Limassol | prestito      |
| D        | Robbie Fraser       | Dunfermline   | definitivo    |

## Risultati

### Scottish Premiership
| Arbitro: | Steven McLean |

|             |           |               |
| Longelo 87’ | Marcatori | 14’ Tavernier |

| Arbitro: | Don Robertson |

|                        |           |            |
| Tavernier 90+2’ (rig.) | Marcatori | 52’ Astley |

### Scottish League Cup
| Arbitro: | Dan McFarlane |

|                                                           |           |                                 |
| Bajrami 13’ Fernandez 28’ Tavernier 67’ (rig.) Curtis 89’ | Marcatori | 25’ (aut.) Rothwell 79’ Taggart |

### Champions League
| Arbitro: | Donatas Rumšas |

|                        |           |  |
| Curtis 52’ Gassama 78’ | Marcatori |  |

| Arbitro: | Simone Sozza |

|             |           |             |
| Đuričić 54’ | Marcatori | 60’ Gassama |

| Arbitro: | Clément Turpin |

|                                     |           |  |
| Gassama 15’, 51’ Dessers 45’ (rig.) | Marcatori |  |

| Arbitro: | Szymon Marciniak |

|                            |           |             |
| Durosinmi 41’ Marković 83’ | Marcatori | 61’ Cameron |

## Statistiche

### Statistiche di squadra
Statistiche aggiornate al 16 agosto 2025.
| Competizione         | Punti | In casa | In casa | In casa | In casa | In casa | In casa | In trasferta | In trasferta | In trasferta | In trasferta | In trasferta | In trasferta | Totale | Totale | Totale | Totale | Totale | Totale | DR |
| Competizione         | Punti | G       | V       | N       | P       | Gf      | Gs      | G            | V            | N            | P            | Gf           | Gs           | G      | V      | N      | P      | Gf     | Gs     | DR |
| -------------------- | ----- | ------- | ------- | ------- | ------- | ------- | ------- | ------------ | ------------ | ------------ | ------------ | ------------ | ------------ | ------ | ------ | ------ | ------ | ------ | ------ | -- |
| Scottish Premiership | 2     | 1       | 0       | 1       | 0       | 1       | 1       | 1            | 0            | 1            | 0            | 1            | 1            | 2      | 0      | 2      | 0      | 2      | 2      | +0 |
| Scottish Cup         | -     | 0       | 0       | 0       | 0       | 0       | 0       | 0            | 0            | 0            | 0            | 0            | 0            | 0      | 0      | 0      | 0      | 0      | 0      | +0 |
| Scottish League Cup  | -     | 1       | 1       | 0       | 0       | 4       | 2       | 0            | 0            | 0            | 0            | 0            | 0            | 1      | 1      | 0      | 0      | 4      | 2      | +2 |
| Champions League     | -     | 2       | 2       | 0       | 0       | 5       | 0       | 2            | 0            | 1            | 1            | 2            | 3            | 4      | 2      | 1      | 1      | 7      | 3      | +4 |
| Totale               | 2     | 4       | 3       | 1       | 0       | 10      | 3       | 3            | 0            | 2            | 1            | 3            | 4            | 7      | 3      | 3      | 1      | 13     | 7      | +6 |

### Andamento in campionato
| Giornata  | 1 | 2 | 3 | 4 | 5 | 6 | 7 | 8 | 9 | 10 | 11 | 12 | 13 | 14 | 15 | 16 | 17 | 18 | 19 | 20 | 21 | 22 | 23 | 24 | 25 | 26 | 27 | 28 | 29 | 30 | 31 | 32 | 33 | 34 | 35 | 36 | 37 | 38 |
| --------- | - | - | - | - | - | - | - | - | - | -- | -- | -- | -- | -- | -- | -- | -- | -- | -- | -- | -- | -- | -- | -- | -- | -- | -- | -- | -- | -- | -- | -- | -- | -- | -- | -- | -- | -- |
| Luogo     | T | C |   |   |   |   |   |   |   |    |    |    |    |    |    |    |    |    |    |    |    |    |    |    |    |    |    |    |    |    |    |    |    |    |    |    |    |    |
| Risultato | N | N |   |   |   |   |   |   |   |    |    |    |    |    |    |    |    |    |    |    |    |    |    |    |    |    |    |    |    |    |    |    |    |    |    |    |    |    |
| Posizione | 9 | 6 |   |   |   |   |   |   |   |    |    |    |    |    |    |    |    |    |    |    |    |    |    |    |    |    |    |    |    |    |    |    |    |    |    |    |    |    |

Legenda:

Luogo: C = Casa; T = Trasferta. Risultato: V = Vittoria; N = Pareggio; P = Sconfitta.

### Statistiche dei giocatori
| Giocatore    | Scottish Premiership | Scottish Premiership | Scottish Premiership | Scottish Premiership | Scottish Cup | Scottish Cup | Scottish Cup | Scottish Cup | League Cup | League Cup | League Cup  | League Cup | Champions League | Champions League | Champions League | Champions League | Totale   | Totale | Totale      | Totale     |
| Giocatore    | Presenze             | Reti                 | Ammonizioni          | Espulsioni           | Presenze     | Reti         | Ammonizioni  | Espulsioni   | Presenze   | Reti       | Ammonizioni | Espulsioni | Presenze         | Reti             | Ammonizioni      | Espulsioni       | Presenze | Reti   | Ammonizioni | Espulsioni |
| ------------ | -------------------- | -------------------- | -------------------- | -------------------- | ------------ | ------------ | ------------ | ------------ | ---------- | ---------- | ----------- | ---------- | ---------------- | ---------------- | ---------------- | ---------------- | -------- | ------ | ----------- | ---------- |
| J. Butland   | 2                    | -2                   | 0                    | 0                    | 0            | 0            | 0            | 0            | 0          | 0          | 0           | 0          | 4                | -3               | 0                | 0                | 6        | -5     | 0           | 0          |
| L. Kelly     | 0                    | 0                    | 0                    | 0                    | 0            | 0            | 0            | 0            | 1          | -2         | 0           | 0          | 0                | 0                | 0                | 0                | 1        | -2     | 0           | 0          |
| K. Wright    | 0                    | 0                    | 0                    | 0                    | 0            | 0            | 0            | 0            | 0          | 0          | 0           | 0          | 0                | 0                | 0                | 0                | 0        | 0      | 0           | 0          |
| J. Tavernier | 2                    | 2                    | 1                    | 0                    | 0            | 0            | 0            | 0            | 1          | 1          | 0           | 0          | 4                | 0                | 0                | 0                | 7        | 3      | 1           | 0          |
| M. Aarons    | 2                    | 0                    | 1                    | 0                    | 0            | 0            | 0            | 0            | 1          | 0          | 0           | 0          | 3                | 0                | 0                | 0                | 6        | 0      | 1           | 0          |
| J. Souttar   | 2                    | 0                    | 0                    | 0                    | 0            | 0            | 0            | 0            | 0          | 0          | 0           | 0          | 4                | 0                | 1                | 0                | 6        | 0      | 1           | 0          |
| D. Sterling  | 0                    | 0                    | 0                    | 0                    | 0            | 0            | 0            | 0            | 0          | 0          | 0           | 0          | 0                | 0                | 0                | 0                | 0        | 0      | 0           | 0          |
| C. Nsiala    | 0                    | 0                    | 0                    | 0                    | 0            | 0            | 0            | 0            | 0          | 0          | 0           | 0          | 0                | 0                | 0                | 0                | 0        | 0      | 0           | 0          |
| Jefté        | 1                    | 0                    | 0                    | 0                    | 0            | 0            | 0            | 0            | 0          | 0          | 0           | 0          | 3                | 0                | 1                | 0                | 4        | 0      | 1           | 0          |
| N. Djiga     | 2                    | 0                    | 0                    | 1                    | 0            | 0            | 0            | 0            | 1          | 0          | 0           | 0          | 4                | 0                | 1                | 0                | 7        | 0      | 1           | 1          |
| B. Davies    | 0                    | 0                    | 0                    | 0                    | 0            | 0            | 0            | 0            | 0          | 0          | 0           | 0          | 0                | 0                | 0                | 0                | 0        | 0      | 0           | 0          |
| J. Meghoma   | 0                    | 0                    | 0                    | 0                    | 0            | 0            | 0            | 0            | 0          | 0          | 0           | 0          | 0                | 0                | 0                | 0                | 0        | 0      | 0           | 0          |
| R. Yılmaz    | 0                    | 0                    | 0                    | 0                    | 0            | 0            | 0            | 0            | 0          | 0          | 0           | 0          | 0                | 0                | 0                | 0                | 0        | 0      | 0           | 0          |
| E. Fernandez | 0                    | 0                    | 0                    | 0                    | 0            | 0            | 0            | 0            | 1          | 1          | 0           | 0          | 0                | 0                | 0                | 0                | 1        | 1      | 0           | 0          |
| L. King      | 0                    | 0                    | 0                    | 0                    | 0            | 0            | 0            | 0            | 0          | 0          | 0           | 0          | 0                | 0                | 0                | 0                | 0        | 0      | 0           | 0          |
| J. Rothwell  | 2                    | 0                    | 0                    | 0                    | 0            | 0            | 0            | 0            | 1          | 0          | 0           | 0          | 4                | 0                | 0                | 0                | 7        | 0      | 0           | 0          |
| Ó. Cortés    | 1                    | 0                    | 0                    | 0                    | 0            | 0            | 0            | 0            | 1          | 0          | 0           | 0          | 1                | 0                | 0                | 0                | 3        | 0      | 0           | 0          |
| C. Barron    | 1                    | 0                    | 0                    | 0                    | 0            | 0            | 0            | 0            | 1          | 0          | 1           | 0          | 1                | 0                | 0                | 0                | 3        | 0      | 1           | 0          |
| M. Diomande  | 2                    | 0                    | 0                    | 0                    | 0            | 0            | 0            | 0            | 0          | 0          | 0           | 0          | 4                | 0                | 0                | 0                | 6        | 0      | 0           | 0          |
| T. Aasgaard  | 0                    | 0                    | 0                    | 0                    | 0            | 0            | 0            | 0            | 1          | 0          | 0           | 0          | 0                | 0                | 0                | 0                | 1        | 0      | 0           | 0          |
| N. Bajrami   | 1                    | 0                    | 0                    | 0                    | 0            | 0            | 0            | 0            | 1          | 1          | 0           | 0          | 3                | 0                | 0                | 0                | 5        | 1      | 0           | 0          |
| J. Cifuentes | 0                    | 0                    | 0                    | 0                    | 0            | 0            | 0            | 0            | 0          | 0          | 0           | 0          | 0                | 0                | 0                | 0                | 0        | 0      | 0           | 0          |
| L. Cameron   | 2                    | 0                    | 1                    | 0                    | 0            | 0            | 0            | 0            | 0          | 0          | 0           | 0          | 2                | 1                | 0                | 0                | 4        | 1      | 1           | 0          |
| K. Dowell    | 2                    | 0                    | 1                    | 0                    | 0            | 0            | 0            | 0            | 1          | 0          | 0           | 0          | 3                | 0                | 1                | 0                | 6        | 0      | 2           | 0          |
| N. Raskin    | 2                    | 0                    | 0                    | 0                    | 0            | 0            | 0            | 0            | 0          | 0          | 0           | 0          | 4                | 0                | 2                | 0                | 6        | 0      | 2           | 0          |
| B. Rice      | 0                    | 0                    | 0                    | 0                    | 0            | 0            | 0            | 0            | 1          | 0          | 0           | 0          | 0                | 0                | 0                | 0                | 1        | 0      | 0           | 0          |
| F. Curtis    | 1                    | 0                    | 0                    | 0                    | 0            | 0            | 0            | 0            | 1          | 1          | 0           | 0          | 3                | 1                | 0                | 0                | 5        | 2      | 0           | 0          |
| C. Dessers   | 2                    | 0                    | 1                    | 0                    | 0            | 0            | 0            | 0            | 0          | 0          | 0           | 0          | 4                | 1                | 0                | 0                | 6        | 1      | 1           | 0          |
| R. Matondo   | 0                    | 0                    | 0                    | 0                    | 0            | 0            | 0            | 0            | 0          | 0          | 0           | 0          | 0                | 0                | 0                | 0                | 0        | 0      | 0           | 0          |
| O. Antman    | 1                    | 0                    | 1                    | 0                    | 0            | 0            | 0            | 0            | 0          | 0          | 0           | 0          | 2                | 0                | 0                | 0                | 3        | 0      | 1           | 0          |
| D. Gassama   | 2                    | 0                    | 0                    | 0                    | 0            | 0            | 0            | 0            | 0          | 0          | 0           | 0          | 4                | 4                | 2                | 0                | 6        | 4      | 2           | 0          |
| H. Igamane   | 0                    | 0                    | 0                    | 0                    | 0            | 0            | 0            | 0            | 1          | 0          | 0           | 0          | 1                | 0                | 0                | 0                | 2        | 0      | 0           | 0          |
| M. Moore     | 0                    | 0                    | 0                    | 0                    | 0            | 0            | 0            | 0            | 1          | 0          | 0           | 0          | 0                | 0                | 0                | 0                | 1        | 0      | 0           | 0          |
| Danilo       | 2                    | 0                    | 0                    | 0                    | 0            | 0            | 0            | 0            | 1          | 0          | 0           | 0          | 4                | 0                | 0                | 0                | 7        | 0      | 0           | 0          |